# Goddess of Victory: Nikke
Goddess of Victory: Nikke (승리의 여신: 니케?, 勝利의 女神: 니케?, Seungniui Yeosin: NikeLR, Sŭngniŭi Yŏsin: Nik'eMR) è uno sparatutto in terza persona action RPG sviluppato da SHIFT UP e pubblicato da Level Infinite. Lo sviluppo di Nikke è iniziato nel 2017 ed è stato pubblicato per Android e iOS nel 2022 e Windows nel 2023. Il gioco è free-to-play e presenta un sistema di gacha, attraverso il quale gli acquisti in-app vengono utilizzati come metodo di monetizzazione.
Goddess of Victory: Nikke è stato criticato per l'eccessivo fanservice, tuttavia ha incassato oltre 70 milioni di dollari nel primo mese di uscita.

## Trama
Goddess of Victory: Nikke è ambientato in un futuro post-apocalittico in cui la superficie terrestre è stata stravolta da alieni meccanici, chiamati "Raptures". Gli umani sopravvissuti fuggirono sottoterra e produssero delle soldatesse artificiali chiamate "Nikke". 
La storia segue un comandante e la sua squadra di Nikke che sperano di riconquistare la superficie.

## Modalità di gioco
Goddess of Victory: Nikke è un videogioco action RPG e sparatutto in terza persona in cui il giocatore controlla da uno a cinque personaggi intercambiabili (Nikke) che sono posizionati in fila di fronte un campo di battaglia e dietro un muro o un altro oggetto. Il giocatore può da lì sparare ai nemici e proteggersi nel mentre che ricarica l'arma, che avviene automaticamente quando sono finite le munizioni, dando il tempo al giocatore di pianificare gli attacchi. Ogni "Nikke" possiede un'arma da fuoco differente e cinque possibili elementi. Ogni personaggio ha tre abilità di combattimento uniche: due normali e una chiamata "Burst". Quest'ultima è assegnata ai personaggi con un numero che va da uno a tre e, per attivarla, è necessario che il giocatore colpisca i nemici. Una volta raggiunto tale valore, il giocatore potrà attivare immediatamente una Burst iniziale. Esiste anche la "Full Burst" che aumenta significativamente la potenza di attacco di tutta la squadra.
Il livello finisce quando il giocatore ha sconfitto il boss, seguito solitamente da un'ondata di nemici più base. Talvolta il giocatore dovrà affrontare delle battaglia chiamate "Interception" in cui deve distruggere un treno in fuga. Il gioco possiede anche una modalità multigiocatore cooperativa fino a cinque giocatore in stile PvE.
I personaggi vengono sbloccati attraverso un sistema gacha con una valuta ottenibile durante le partite o via microtransazioni. Attraverso delle missioni secondarie, il giocatore può anche potenziare i personaggi, aumentando il loro livello e le loro abilità, o dargli una migliore armatura per maggiore protezione.

## Sviluppo
Goddess of Victory: Nikke è stato sviluppato dallo studio di videogiochi sud coreano Shift Up e pubblicato da Level Infinite, un brand di Tencent. Lo sviluppo iniziò tra il 2017 e il 2018 con un concorso interno, di cui una idea venne selezionata per essere il predecessore del videogioco. Inizialmente sarebbe dovuto essere uno sparatutto in prima persona, ma ciò venne poi scartato in favore della terza persona per incorporare pose di battaglie ispirate alla serie Gears of War.
L'amministratore delegato di Shift Up, Kim Hyung-tae, nonché produttore e illustratore del gioco, disse in un'intervista con IGN che i modelli dei personaggi sono a grandezza naturale e sono stati creati con Live2D. Optò per uno stile più realistico, rispetto a quello chibi considerato durante la produzione, per aumentare il sex appeal. Il compositore Hiroyuki Sawano produsse il tema principale del gioco. Il videogioco ha doppiaggio in lingua coreana, giapponese e inglese.

### Promozione e distribuzione
Shift Up rivelò Nikke insieme a Stellar Blade al Crank in Showcase nel 2019, e venne mostrato in diverse fiere successive, come BEXCO e Tokyo Game Show. Shift Up e Leve Infinite distribuirono diverse beta per la versione globale tra l'annuncio e la pubblicazione. Inizialmente il gioco doveva essere distribuito nel 2020, ma è stato rinviato e pubblicato per Android e iOS il 4 novembre 2022. Una versione per Microsoft Windows è stata pubblicata il 15 febbraio 2023.
Il videogioco ha tenuto diverse collaborazioni con altri media franchise. Nel 2023 aggiunse personaggi di Chainsaw Man, tra cui Makima e Power, e 2B di Nier: Automata. Nel 2024 introdusse Asuka, Rei, Misato e Mari di Neon Genesis Evangelion, e altri di Re:Zero.

## Accoglienza

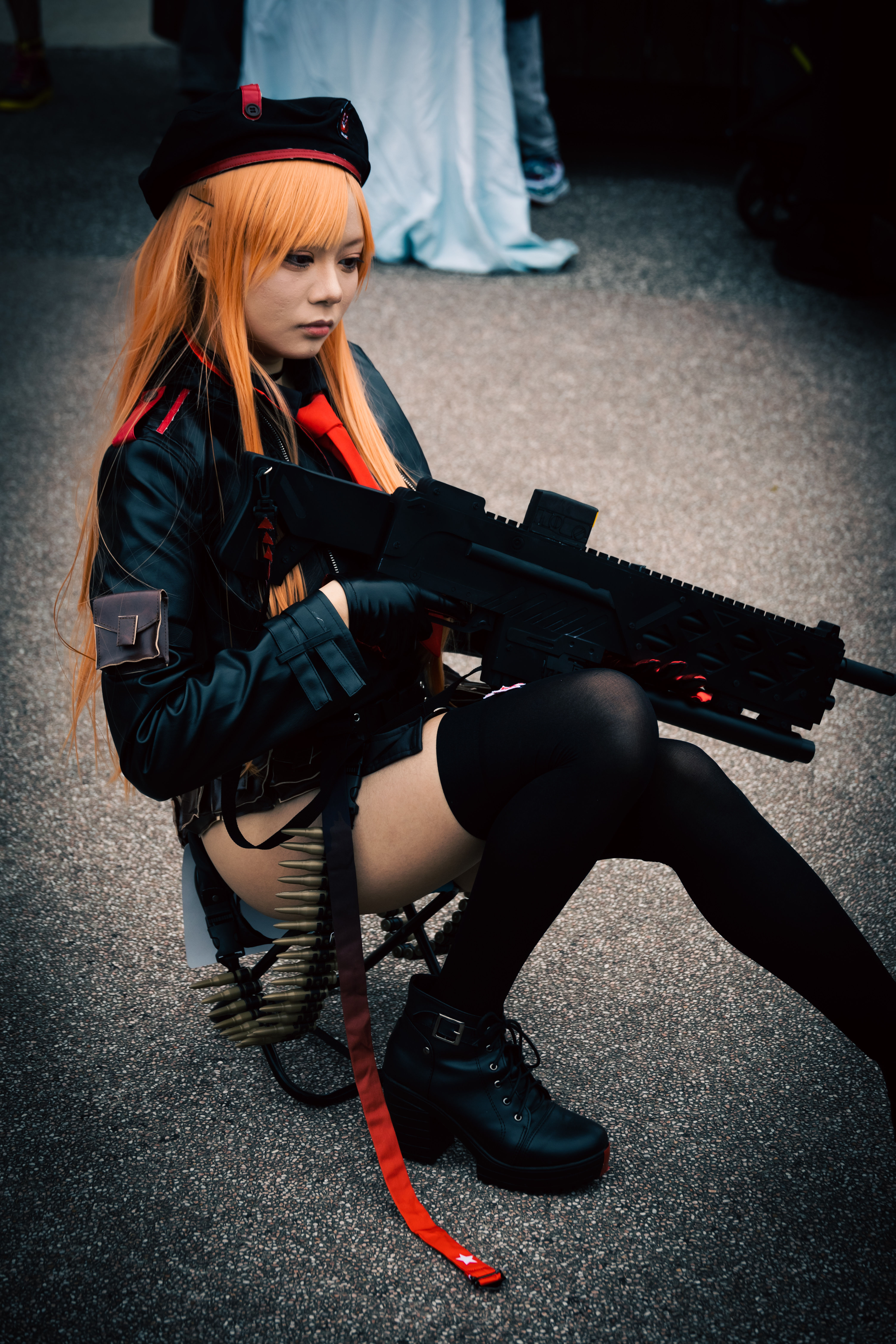
Cosplayer di Rapi, un personaggio di Nikke, al Petit Fancy 38

Goddess of Victory: Nikke ha ricevuto critiche miste. Pete Davison di Rice Digital ha criticato la modalità di gioco all'inizio di Nikke, considerandola troppo semplice a tal punto che "è in contrasto con la narrazione di quel momento". Ha definito il character design una "thirst trap" e "lussurioso a un grado quasi satirico". Ha apprezzato l'atmosfera e la trama, sostenendo che sia "interessante e quasi malinconica", paragonandola a Nier. Ha definito la morte di Marian come "una mossa audace" perché "significa evitare deliberatamente un potenziale guadagno". Iwan Morris di Pocket Gamer ha affermato che l'"eccessivo fanservice" del videogioco ha svolto un ruolo cruciale nel suo "più che rispettato livello di successo". Sia Morris che Lewis Rees dello stesso sito hanno considerato anche la meccanica gacha come un altro fattore determinante.
Il videogioco è stato anche oggetto di controversie. Dopo la pubblicazione di un costume alternativo per un personaggio, i giocatori hanno criticato Tencent per aver alterato il design dalla versione beta, coprendo di più la pelle. Nel gennaio 2023, una ufficiale pubblicità del gioco, che mostrava un giocatore guardare le natiche di alcuni personaggi femminili rimbalzare e fantasticare su ciò con delle cosplayer, è stata buttata giù dopo le critiche ricevute dai giocatori Thai. Tuttavia, un'altra porzione di fan criticò tale mossa, sostenendo che "non c'è nulla di male nella pubblicità che mostra perché alcuni giocatori sono attratti dal gioco".

### Vendite
Secondo un'analisi di SensorTower, Nikke ha incassato 70 milioni di dollari nel primo mese di uscita, soprattutto da Giappone, Sud Corea e Stati Uniti. Un anno dopo la pubblicazione ha raggiunto i 400 milioni di dollari, con oltre 25 milioni di download prima della pubblicazione su Windows.

### Riconoscimenti
Il videogioco è stato nominato ai Famitsū Dengeki Awards del 2022 nella categoria "Miglior App".